# Louis Maufrais
Louis Maufrais, né le 29 septembre 1889 à Dol-de-Bretagne, et mort le 5 décembre 1977 à Saint-Mandé, est un médecin français témoin de la vie dans les tranchées de la Grande Guerre.
Vers la fin de sa vie, il compose un récit de médecin de guerre unique, dans lequel il éclaire la vie et la pratique médicale sur les premières lignes de front des grands champs de bataille. Il est présent comme médecin d’infanterie dans presque toutes les batailles les plus importantes et plus meurtrières de la Grande Guerre (l’Argonne, la Marne, Verdun, la Somme). Il a reçu 5 citations militaires, la Croix de Guerre, et a été nommé Chevalier de la Légion d’Honneur. Il est l’un des militaires ayant passé le plus de mois au front de toute l’armée.
Après la guerre, il devient médecin généraliste à Saint-Mandé. Il utilise son temps libre et sa retraite pour organiser ses carnets de notes et sa collection de 600 photos, prises pendant la guerre et légendées par lui-même. À 84 ans et devenu presque aveugle, il enregistre un témoignage oral de ses expériences de médecin de guerre qu’il lègue à ses enfants.
Vingt-cinq ans après sa mort, sa petite-fille, Martine Veillet, découvre ces enregistrements et les publie en 2008 sous forme d’un livre intitulé J’étais médecin dans les tranchées. En préface, l’historien Marc Ferro remarque : « Non seulement [Louis Maufrais] a été sur tous les fronts de la guerre en France, mais au feu quatre années sur quatre. En cela, son témoignage est unique. »

## Jeunesse et la déclaration de guerre
Louis Maufrais est né le 29 septembre 1889 à Dol-de-Bretagne. Il est fils de médecin. Étudiant en médecine à l’hôpital Saint-Louis à Paris où il prépare le concours de l’internat, Maufrais se trouve en congé dans sa famille à Dol quand la guerre est déclarée. Il reçoit sa feuille de route le 3 août 1914 et est envoyé en Normandie en attendant son affectation et pour recevoir son entraînement militaire. De ce départ, il dira plus tard : « J’ai laissé à Saint Lo mes amitiés de jeunesse. Presque tous mes camarades qui partirent au front n’en revinrent jamais:47. »
Il reste en Normandie d’août à décembre 1914. Pendant cette période, il commence à rédiger son carnet de notes et à photographier ses lieux de vie avec son appareil Vest Pocket. Il est nommé médecin auxiliaire et, le 8 janvier 1915, il part pour le camp d’entrainement de Coëtquidan pour rejoindre le 94e régiment d’infanterie.

## Médecin militaire

### L’Argonne et la Champagne

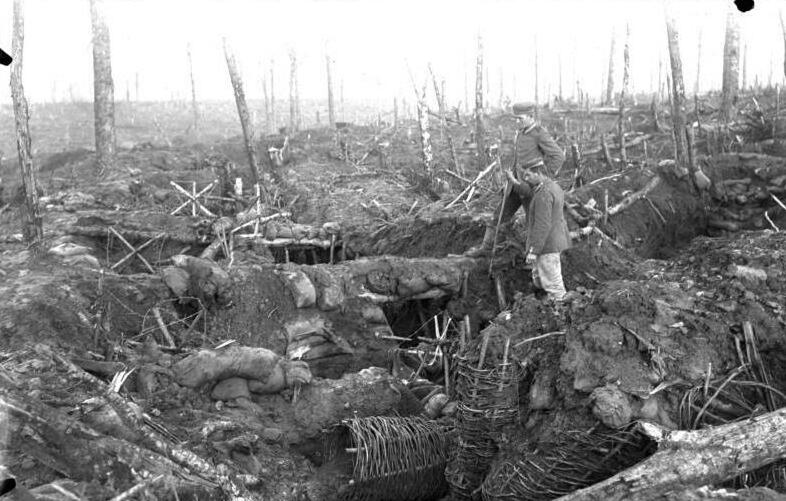
Forêt d'Argonne en octobre 1915, ravagée par les tirs d'obus.

Il part pour le front d’Argonne en février 1915. Le 17 février, son régiment se positionne en renfort du Corps d’Armée, pendant que les Allemands attaquent à Vauquois. Début mars, Maufrais se trouve dans le secteur de Blanloeil, et, début avril, de Marie-Thérèse. C’est un front dynamique, dans lequel les postes de secours se déplacent beaucoup. C'est aussi l’un « des secteurs les plus disputés et les plus dangereux du front occidental de septembre 1914 à septembre 1915 ». Maufrais décrit sa première nuit au front : « Quand nous nous couchons, la pluie tombe bien. Des gouttes d’eau traversent le toit, calquent sur mon capuchon de caoutchouc et m’empêchent de dormir. Ce qui me maintient surtout en éveil, c’est le bruit presque continu des balles. Il y en a de toutes les sortes. … Il faut dire que nous sommes à quarante mètres pas plus des Allemands:68-69. » Là, il prodigue les premiers soins avec des moyens plus que rudimentaires.
Il reçoit la première de 5 citations militaires le 13 mai 1915 : « au cours du combat du 2 mai, averti qu’un sous-officier très grièvement blessé en 1re ligne ne pouvait être évacué sur le poste de secours avant d’avoir reçu les soins que nécessitait son état, s’est immédiatement transporté près du blessé sous un feu de bombes et de balles. »  Après avoir occupé les postes de secours dans les secteurs de Bagatelle et de Beaumanoir au début de l’été, Maufrais quitte l’Argonne le 17 juillet.
Maufrais part ensuite au secteur du bois Vauban, de la seconde bataille de Champagne. Le conflit dans cette région est typique de la guerre de tranchées stationnaire, tellement emblématique de la Grande Guerre. Le 18 septembre 1915, son régiment reçoit l’ordre de monter au front. Le 25 septembre, l’offensive est lancée. Maufrais prodigue des soins avec difficulté dans son poste de secours, à cause de l’afflux de blessés : « Le poste es tellement bondé, à présent, qu’on a du mal à mettre un genou en terre pour déshabiller et soigner. Les diagnostics sont effarants : plaies pénétrantes du crâne par balle. Un des blessés a la figure comme une boule de sang, la mâchoire inférieure fracassée. … Après lui avoir débarrassé la bouche de tous les caillots, j’arrive à lui faire passer une sonde dans l’œsophage par laquelle nous lui injectons, avec l’aide d’une sorte de poire à lavement, de l’eau, puis du café:152-153. ». Maufrais reste sur le front de Champagne jusqu’au 15 février 1916, jour de son départ en permission à Dol-en-Bretagne:188.

### Verdun

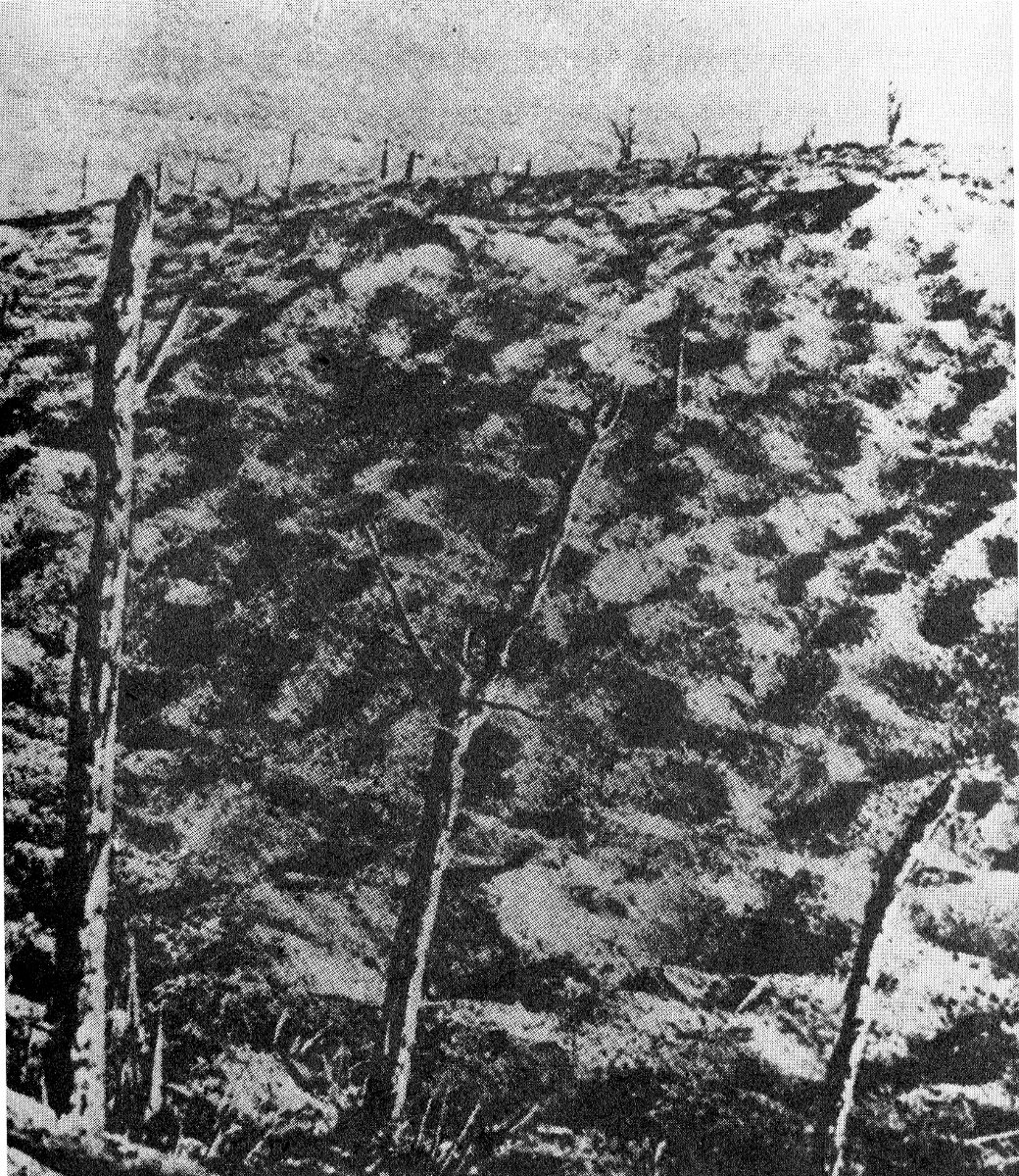
Paysage criblé d'impacts de bombes après la bataille de Verdun.

En mars-avril 1916, Maufrais se trouve à Verdun, dans les secteurs de la redoute de Thiaumont, et en avril-mai, le secteur de Cumières-le-Mort-Homme. Le 19 avril, il est promu officier et médecin du 1er bataillon, médecin aide-major de 2e classe. En mai, il est en poste de secours au Mort-Homme, collines de la commune de Cumières-le-Mort-Homme, et lieu de combats sur la rive gauche de la Meuse au nord-ouest de Verdun. La bataille est « l’enfer absolu pour les deux camps. » Il est sur les lignes du front lors du pilonnage par l’artillerie des deux belligérants, qu’il décrit comme « un volcan ». Le déluge de bombes met en évidence la doctrine militaire du moment « l’artillerie conquiert, l’infanterie occupe ». Maufrais écrit : « Il y a de quoi devenir complètement fou. …  Nous avons les nerfs cassés, comme des pantins. Cela fait six heures consécutives que nous sommes soumis aux chocs, aux gaz de combat et aux vibrations continues. Tous, nous avons tourné tous de l’œil. » Maufrais est obligé de calmer l’un de ses infirmiers, devenu complément fou, en lui injectant de la morphine:234-235.
Entre fin mai et septembre 1916, son régiment est en Lorraine, puis il est placé en réserve en juin. Début juin, Maufrais est promu chef du service médical du premier bataillon.

### La Somme

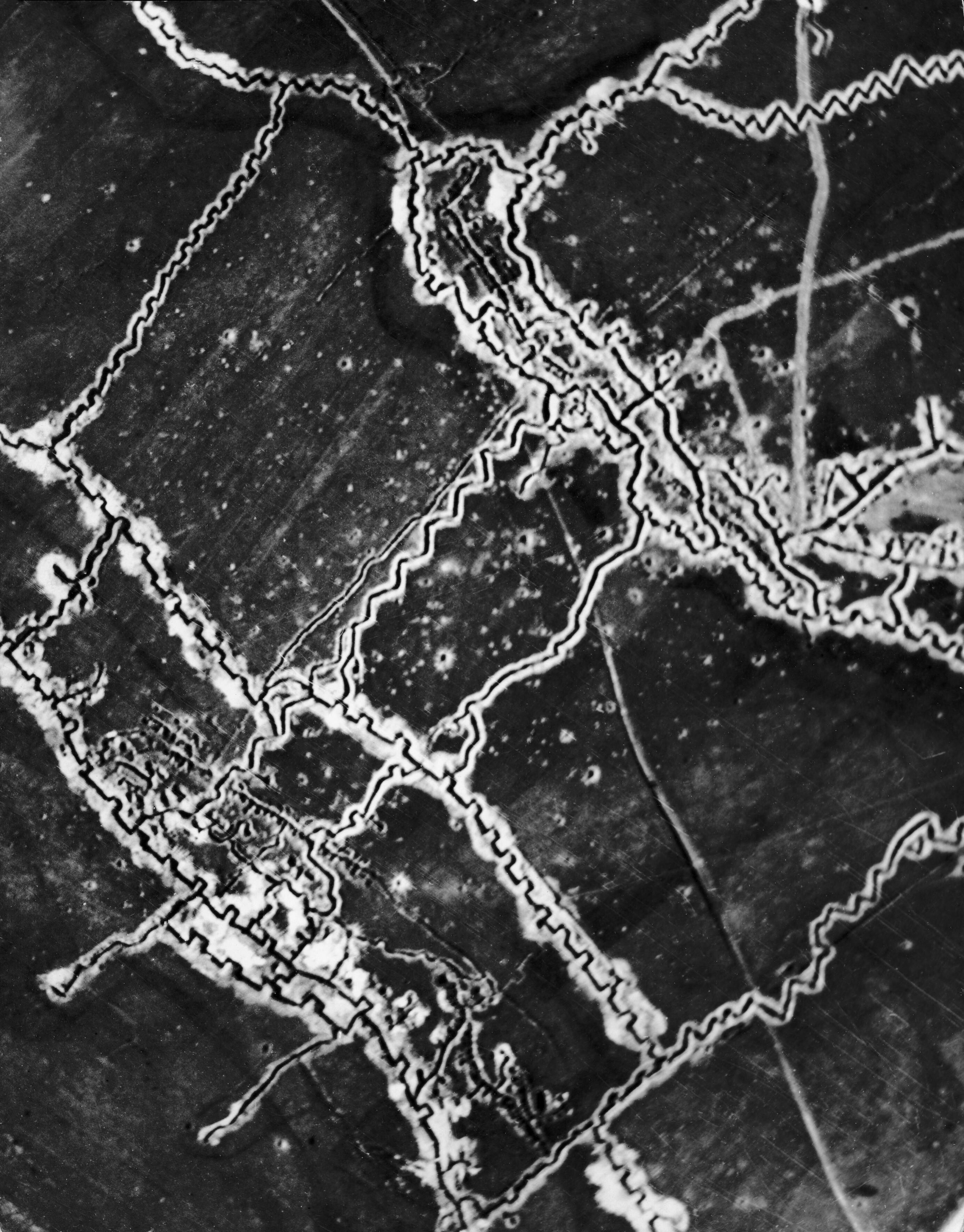
Photographie aérienne britannique des tranchées allemandes faisant partie du champ de bataille de la Somme (mai 1916). Les lignes de front sont en bas à gauche de la photo.

Maufrais se trouve dans la Somme du 1er juillet au 18 novembre 1916. En septembre 1916, il participe à la bataille autour de la ferme de Priez - qu'il appelle la « ferme de la soif »:247. Son poste de secours est une ancienne position allemande et ses deux problèmes majeurs dans ce poste sont le manque d’eau et les mouches:249. Il est en poste lors de l’attaque meurtrière du 25 septembre et il note : [Les blessés] demandent à boire, et on a peu à leur donner. Il faut faire les pansements à genoux, souvent accroupi dans l’escalier. … Il faut jeter les pansements pleins de sang, car l’arrivée des mouches attirées par l’odeur rend le séjour épouvantable:252. » Plus tard, il ajoute: "Les images de la ferme de Priez m'obsèdent. Les corps entassés dans ce cul-de-sac envahi de gaz toxiques, cadavres et blessés pêle-mêle, le manque d'eau qui nous empêchait même de laver nos mains, l'odeur de sang, d'urine et de merde, les blessés légers qui se faisaient tout petits, et qu'on n'aurait pas pu déloger de là même avec un bâton, ces plaques sombres de mouches agglutinées qui tapissaient notre plafond... Je n'oublierai jamais:255. »
La santé de Maufrais montre des signes de stress ; en octobre 1916, il subit une première hospitalisation à Amiens pour rhumatismes fébriles.

### Deuxième bataille de l'Aisne
L'hiver de 1916-1917 est exceptionnellement rigoureux rendant la vie dans les tranchées épouvantable. En plus des blessés de guerre, il faut soigner les maladies. En janvier 1917, le poste de secours de Maufrais se trouve à Ville-en-Tardenois, sur le Chemin des Dames.
La santé de Maufrais continue à se dégrader et son moral est au plus bas. Il décide de quitter l’infanterie dès que possible. Souffrant encore de rhumatisme fébrile, il est hospitalisé près de Chalons pendant 15 jours. Là, il apprend qu’il est l’un des militaires ayant passé le plus de mois au front de toute l’armée. Un collègue lui propose un poste dans le 2e groupe du 40e régiment d'artillerie. Maufrais accepte cette offre et rejoint le 40e régiment d'artillerie en mars 1917:200. Ainsi prend fin la carrière de Maufrais dans les tranchées.
Dans l’Aisne, son régiment d’artillerie se positionne en préparation d'une attaque programmée pour le 16 avril. Maufrais note « Enfin arrive le 16 avril, jour fixé de l’attaque. Lever à 4 heures du matin. À cinq heures, nous quittons les positions avec tout le matériel pour aller, en principe, nous poster derrière l’infanterie et l’accompagner dans son avance ». Il voit l’infanterie à Berry-au-Bac et à la ferme de Moscou et souhaite se placer au poste de secours de son ancien régiment, le 94e régiment d'infanterie. Le 16 avril, il écrit : « L’attaque a été ajournée. C’est ce que me dit le commandant, en veine de confidences. La cote 108 et Sapigneul sont encore trop fortement occupés par les Allemands, paraît-il »:270.

### Retour à Verdun
En juillet 1917, il reçoit l’ordre de prendre la route une deuxième fois pour le front à Verdun. Dans le contexte de la seconde bataille de Verdun, une grande offensive se prépare pour le 25 septembre. À l’issue de cette bataille, Maufrais note : "Grand résultat et minimum de casse chez nous. Dans notre groupe, il n'y a que quelques blessés et un tué... Avec un minimum de pertes, l'infanterie réussit à occuper tous ses objectifs. On voit passer des files interminables de prisonniers le long des boyaux. L'air enchanté de leur sort, pas même gardés par les nôtres, ils nous demandent du pain":275.
Maufrais est ensuite affecté à l’ambulance 1/10. À peine arrivé, il doit passer 15 jours avec le 332e régiment d'infanterie : très las, il se dit désespéré d’être toujours ramené à l’infanterie. Dans son récit de guerre, Maufrais ne cache pas sa progressive usure morale au fil des années.

### L'ambulance 1/10 et l’hôpital près d’Amiens, service chirurgical
À l’ambulance 1/10, d’avril à novembre 1918:285, il occupe la fonction d’aide-chirurgien dans l'arrière-front. Au cours de cette mission itinérante, il fait aussi de la chirurgie de guerre à l’hôpital de Dury à Amiens et installe une ‘baraqué chirurgicale dans Ham, pas loin de Saint-Quentin. Là, Maufrais estime que le taux de mortalité de ses patients est de 80 pour cent:290. Pour lui et ses collègues, c'est démoralisant : « Un fois sortis de la salle d’opération, nous allons travailler dans les baraquements où se trouvent les opérés pour faire des pansements méticuleux, essayer de déchoquer et de remonter les malades. Souvent, nous constatons que les opérés de la veille n’ont pas passé la nuit. Dans ces conditions, nous avons hâte d’aller à la popote prendre un peu de réconfort:292. » Il remarque aussi que: “A cette époque-là, il n’y avait quasiment rien pour déchoquer les malades. On pouvait les réchauffer avec des rampes de lampes électriques, c’était tout. Un progrès, tout de même : nous avons commencé à faire des transfusions avec l’appareil de Jeanbrau, qui restait d'un maniement assez difficile. …. La connaissance des groupes sanguins en était à ses débuts ; on ne connaissait pas les groupes Rhésus. On prenait cent cinquante grammes de sang à des volontaires de l’ambulance, pas plus, pour ne pas les claquer trop:291. »

## La fin de la guerre

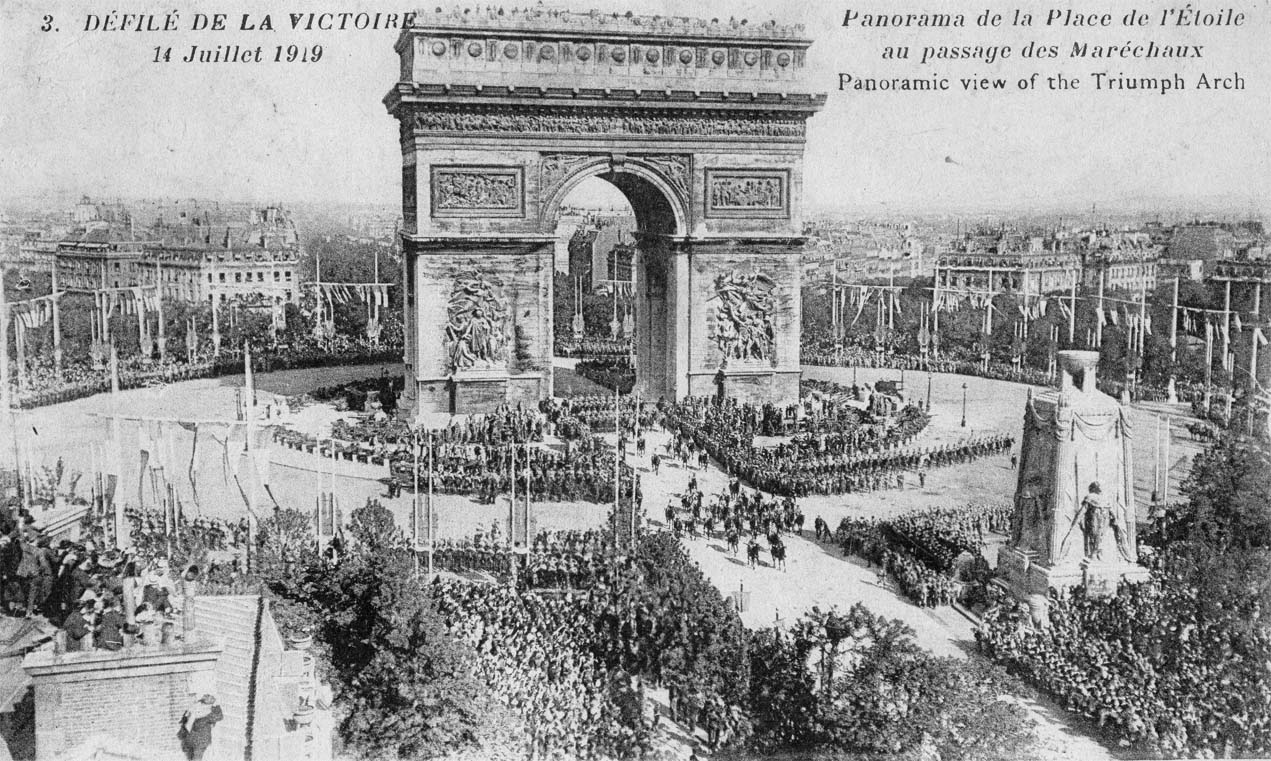
Défilé de la Victoire, 14 juillet 1919

Après l’Armistice, Maufrais est détaché de l’ambulance 1/10 et affecté à la mission française près de la 3e armée britannique.
Il est présent comme médecin secouriste, avec son ambulance, au défilé de la Victoire sur les Champs Élysées le 14 juillet 1919. Afin d’avoir une meilleure vue du défilé, la foule parisienne monte sur son ambulance et en lacère son toit fait de toile. Après le défilé, il note : « Moi, je n’ai qu’une hâte : partir. …. Je fais garer l’ambulance en lambeaux dans la cour déserte du Val-de-Grâce. Tout le monde est parti fêter la Victoire. Le moment est venu de me recueillir, pour tous mes amis. Je laisse derrière moi la carcasse de l’ambulance, et je me retrouve seul dans la rue. La guerre est finie. Mais, pour moi, rien ne sera jamais plus comme avant:318-319.
Durant la guerre, Maufrais a été cité 5 fois et décoré de la Croix de guerre,.

## Après la guerre
À la fin de la guerre, il est fait chevalier de la Légion d’honneur "pour ses qualités de médecin de bataille particulièrement courageux."
Maufrais soutient sa thèse en 1920 et devient médecin généraliste, exerçant à Saint-Mandé.
En 1939, à l'age de 50 ans, il repart à la guerre comme médecin chef du secteur 52 de l’armée de l’air régional stationné à Reims.
Dans sa vieillesse, Maufrais est devenu presque aveugle à cause de la cataracte. Peu avant sa mort en 1977, il réalise qu'il doit formaliser son récit de guerre à partir de ses notes et de ses photographies. Sa femme l'a aidé dans cette démarche. Ensemble, ils ont enregistré 16 cassettes et en ont offert des copies à chacun de leurs trois enfants. Vingt-cinq ans plus tard, la petite-fille de Maufrais, Martine Veillet, travaillera sur ce récit et le publiera en 2008 sous le titre J'étais médicin dans les tranchées.
Maufrais meurt le 5 décembre 1977.

## Réception du livre
Le Figaro décrit le livre de Maufrais comme « une hallucinante plongée au bout de l'enfer. ».
Selon le Collectif de Recherche Internationale et Débat sur la Guerre de 14-18, J’étais médecin dans les tranchées est un : « Témoignage d’un grand intérêt, autant pour la qualité du texte, la finesse des observations, que pour le très riche corpus de photographies. »
Dans la revue Guerres mondiales et conflits contemporains, un article compare le livre de Maufrais à celui d’un médecin allemand exerçant dans les hôpitaux militaires au cours de la Première Guerre mondiale, « le livre pour ainsi dire est l’opposé de celui de Louis Maufrais …. : ce dernier se bat constamment contre la mort des soldats qu’il appelle ses compagnons qu’il soigne ou qui tombent à côté de lui. Toujours en train de chercher un abri, de déplacer son poste de secours. ».